# 天主教索羅蒂教區
天主教索羅蒂教區（拉丁語：Dioecesis Sorotiensis）是烏干達一個羅馬天主教教區，屬托羅羅總教區。
教區成立於1980年11月13日，包括東部區西北部十區。2010年有教友1,115,000人（佔轄區總人口68.9%）、廿一個堂區、五十名司鐸。現任教區主教為若瑟·埃奇魯·奧利阿奇。